# تفجيرات مقديشو أكتوبر 2022
في 29 أكتوبر / تشرين الأول 2022، لقي ما لا يقل عن 100 شخص مصرعهم وأصيب 300 آخرون في انفجار مزدوج بسيارة مفخخة في العاصمة الصومالية مقديشو. واتهم الرئيس حسن شيخ محمود حركة الشباب بتنفيذ الهجمات. يمثل التفجير أكثر الهجمات دموية في الصومال منذ تفجيرات 14 أكتوبر 2017 في مقديشو في نفس المكان.

## خلفية
حركة الشباب المجاهدين هي جماعة جهادية صومالية سلفية بدأت بالتمرد في سنة 2006. وهم ينفذون بشكل متكرر هجمات في الصومال، وكذلك بشكل أقل في إثيوبيا وكينيا وأوغندا.
في أغسطس 2022، قامت حركة الشباب بمهاجمة فندق في مقديشو، مما أسفر عن مقتل 21 شخصًا. بعد ذلك، قال الرئيس حسن شيخ محمود إنه سيشن «حربًا شاملة» على حركة الشباب. في 23 أكتوبر 2022، قتلت الجماعة المسلحة تسعة أشخاص في هجوم على فندق كيسمايو. وقع التفجيرات في مقديشو في اليوم الذي ناقش فيه الرئيس ورئيس الوزراء ومسؤولون كبار آخرون بخصوص كيفية محاربة حركة الشباب، وبعد أيام من إعلان المسؤولين الصوماليين عن مكاسب في هجومهم البارز ضد المتطرفين.

## التفجير
في الساعة الثانية بعد الظهر، ضرب الانفجار الأول وزارة التربية والتعليم، بالقرب من مفرق زوبي، إضافة إلى مدرسة. كان المفترق موقعًا لتفجير مقديشو الذي وقع في أكتوبر 2017. نبع عن الانفجار عمود كبير من الدخان. ثم وقع انفجار ثان بعد دقائق عندما وصلت سيارات الإسعاف إلى موقع الانفجار الأول. وقع الانفجار الثاني خلال الازدحام خارج أحد المطاعم. وقد تسبب الانفجاران في تحطم نوافذ المباني المجاورة. بعد فترة وجيزة من التفجيرات، تم الإبلاغ عن إطلاق نار على وزارة التربية القريبة.
وقال مؤسس إسعاف أمين إن الانفجار الثاني دمر سيارة إسعاف لأنها جاءت لتنقل الجرحى. أصيب سائق ومسعف بجروح. قُتل العديد من المدنيين في وسائل النقل العام. تم علاج بعض المصابين في مستشفى أردوغان بمستشفى المدينة.
وصلت ما لا يقل عن 30 جثة. وقال نقابة الصحفيين الصوماليين إن مراسل تلفزيوني كان من بين القتلى بسبب الانفجار الثاني. حيث كان مراسلا صوماليا لصوت أمريكا ورويترز وأصيب المصور.

## بعد الحادثة
وقال الرئيس حسن شيخ محمود عقب زيارة المنطقة المنكوبة في بيان: «شعبنا المذبوح.. شمل أمهات وأطفالهم بين أذرعهم وآباء يعانون من حالات طبية وطلاب أرسلوا للدراسة ورجال أعمال كانوا يكافحون من أجل حياة عائلاتهم». على الرغم من عدم اعتراف أي منظمة في ذلك الوقت بتنفيذ الهجمات، إلا أنه اتهم حركة الشباب، وهي جماعة إسلامية متشددة لا تعلن عادةً مسؤوليتها عن هجماتها. وطالب المجتمع الدولي بتوفير المستلزمات الطبية والأطباء، وناشد الجمهور التبرع بالدم في المستشفيات ووعد بالتعليم المجاني لأطفال الضحايا وأطفال الهجمات السابقة. كما أمر الحكومة بتوفير العلاج الطبي الطارئ للجرحى.
في 1 نوفمبر، أعلنت حركة الشباب مسؤوليتها عن الهجوم، قائلة إن وزارة التعليم هي «قاعدة معادية» تتلقى الدعم من دول غير مسلمة. هاجمت حركة الشباب الوزارة لأنها اعتقدت أن الأطفال الصوماليين «يتم تعليمهم من مناهج تعليمية بقيادة مسيحية.»

## ردود الأفعال الدولية

### منظمات دولية
- الاتحاد الأفريقي: أدان الاتحاد الأفريقي الهجمات وشدد على «الأهمية الحاسمة» «للهجوم العسكري المستمر لزيادة دحر حركة الشباب».[14]
- الأمم المتحدة: أرسلت بعثة الأمم المتحدة في الصومال تعازيها ونددت «بالهجوم المتوحش».[15]
- أدانت موليا موانانياندا، مديرة منظمة العفو الدولية لشرق وجنوب إفريقيا، الهجوم على المدنيين، وكتبت: «إن أفعال حركة الشباب القاسية هي جرائم بموجب القانون الدولي، ومن الأهمية أن يواجه جميع المشتبهين بهم مسؤوليتهم الجنائية عن ذلك وأن يواجهوا العدالة في محاكمات عادلة، يُعد استهداف المدنيين عمداً في نزاع مسلح جريمة حرب، وعلى هذا النحو، يُسمح لجميع الدول بممارسة الولاية القضائية للتحقيق والمقاضاة.يجب على حركة الشباب التوقف فورًا عن شن هجمات على المدنيين، ويجب على السلطات الصومالية ضمان حصول أسر الضحايا على العدالة والحقيقة والتعويض».[16]

### دول
- قطر: أدانت حكومة قطر الهجوم، وقالت إن قطر ترفض استخدام الإرهاب وتقدم تعازيها.[17]
- السعودية: أدانت وزارة الخارجية السعودية بشدة الهجوم وأرسلت أسمى آيات التعازي إلى أسر الضحايا والشعب الصومالي والحكومة.[18]
- البحرين: أعربت وزارة الخارجية البحرينية عن «تعازيها الحارة ومواساتها» للشعب.[19]
- تركيا: في أعقاب الهجوم، أدانت تركيا القصف ووصفت الهجوم بأنه «شائن».[6]
- باكستان: ندد المتحدث «أسيم إفطار» الهجوم «الجبان» وأظهر تضامنا مع شعب الصومال[20]
- الهند: أدان وزارة الخارجية الهندية بشدة الهجمات، وقدم تعازيه لأسر الضحايا، وتمنى «الشفاء العاجل للمصابين». ووصفت الإرهاب بأنه «أحد أخطر التهديدات للسلم والأمن الدوليين».[21]
- المملكة المتحدة: أدان وزير خارجية المملكة المتحدة، جيمس كليفرلي الهجوم «بأشد العبارات الممكنة»، وأكد دعم الحكومة للحكومة الصومالية ضد الإرهابيين.[22]
- الولايات المتحدة: أدانت الولايات المتحدة «التفجيرين الجبانين في مقديشو» وقالت: «بينما تخسر حركة الشباب في ساحة المعركة، فإنها تواصل مهاجمة المواطنين الصوماليين الأبرياء».[23][24]

### أفراد بارزون
| البابا فرانسيس | تويتر |
| ‎@Pontifex      |       |

             دعونا نصلي من أجل ضحايا الهجوم الإرهابي في #مقديشو الذي راح ضحيته أكثر من مائة شخص بينهم العديد من الأطفال.  رد الله قلوب العنيفين!
         

        30 أكتوبر 2022

وأثناء حديثه في صلاة التبشير الملائكي، ندد البابا فرنسيس بالهجوم ونعى «ضحايا الهجوم الإرهابي في مقديشو الذي قتل أكثر من 100 شخص بينهم العديد من الأطفال».